# She Stoops to Conquer
She Stoops to Conquer er en amerikansk stumfilm fra 1910.

## Medvirkende
- Anna Rosemond
- Frank H. Crane